# Shigeo Nagashima

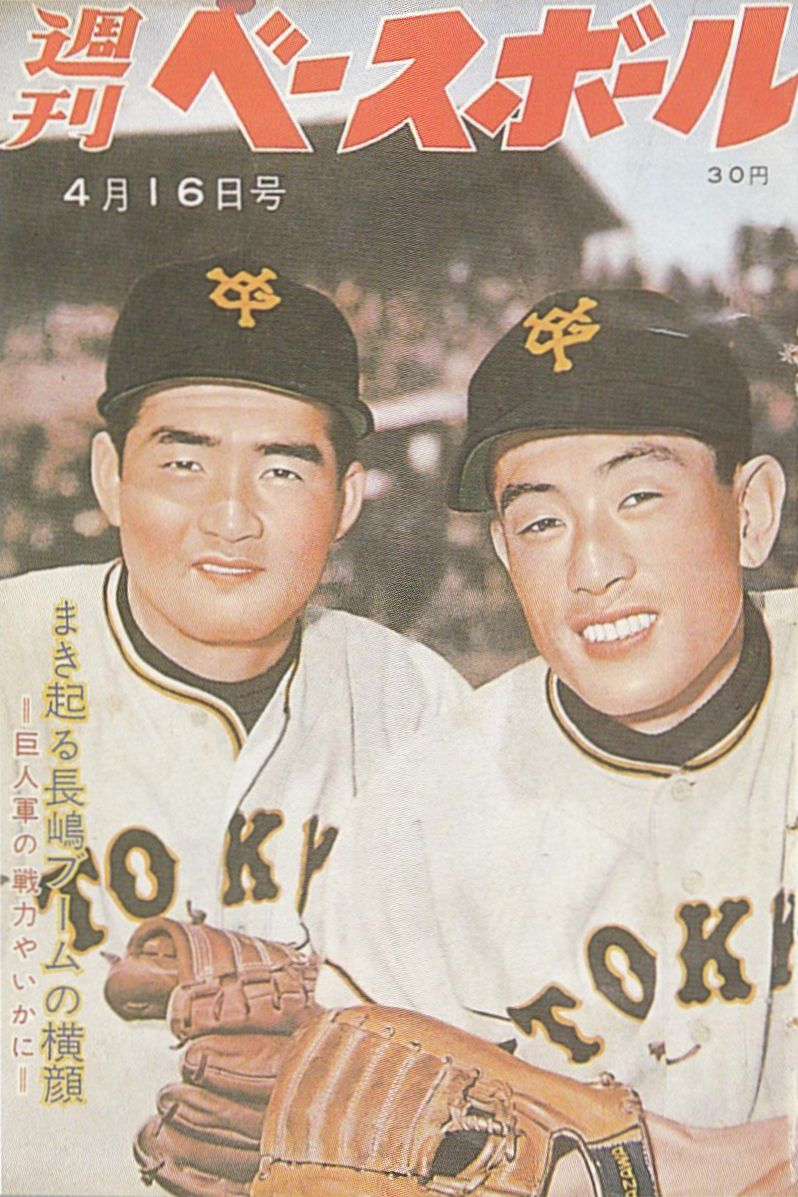
Portada de la revista Weekly Baseball del con Mr. Nagashima (izq.) y Tatsuro Hirooka (der.)

Shigeo Nagashima (長嶋 茂雄 Nagashima Shigeo?, Sakura, Chiba; 20 de febrero de 1936 – Tokio, Japón; 3 de junio de 2025) fue un jugador y mánager de béisbol japonés que jugó diecisiete temporadas con los Yomiuri Giants en la posición de tercera base, siendo campeón nacional en 11 ocasiones.

## Carrera

### Jugador

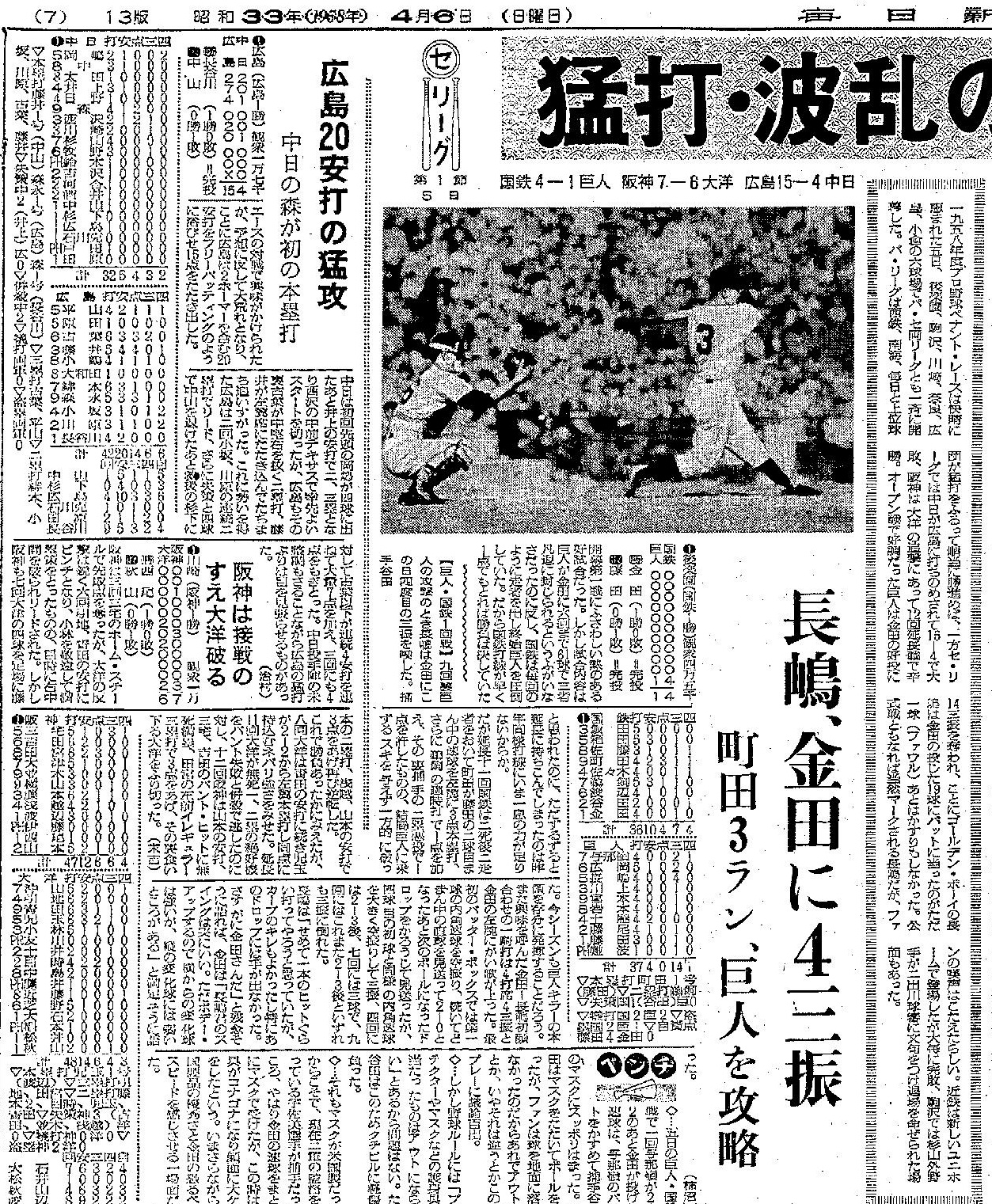
Artículo del periódico sobre el debut de Nagashima donde se ponchó en cuatro ocasiones ante Masaichi Kaneda en 1958.

Nagashima debutó como profesional en abril de 1958, partido en el que fue ponchado en sus cuatro turnos al bat ante Masaichi Kaneda, pero en esa temporada los Giants fueron campeones mientras su aporte ofensivo aumentó. Nagashima lideró la liga en HRs (29) y RBIs (92), además de que ganó el premio al novato del año en esa temporada. Se quedó cerca de tener un promedio de bateo de .300 con 30 cuadrangulares y 30 bases robadas como novato, pero en un partido se le olvidó pisar la primera base cuando conectó un cuadrangular.
Nagashima tuvo su partido más recodado el 25 de junio de 1959 cuando en emperador de Japón fue por primera vez a un partido de béisbol. Nagashima conectó el hit ganador, el cual fue un cuadrangular ante Minoru Murayama, partido en el que el también novato Sadaharu Oh conectó un cuadrangular.
Los Yomiuri Giants ganaron consistencia con Sadaharu Oh como tercero en el orden al bat, mientras que Nagashima bateaba de cuarto, alineación conocida como ON Hou (traducido a: Cañon Oh-Nagashima) y Nagashima continuó pegando hits, mientras que Oh se convirtió en el mejor bateador de la liga. Los Giants fueron campeones nueve años seguidos de 1965 a 1973, y Oh y Nagashima dominaron las estadísticas de bateo durante ese periodo. Nagashima ganó el premio al Jugador Más Valioso en cinco ocasiones, y fue seleccionado en el equipo ideal en cada una de sus temporadas (17 veces).
Nagashima solo ganó dos guantes de oro debido a que el título fue instaurado por primera vez en 1972. Nagashima también era bueno a la defensiva, ya que no cometía muchos errores. Luego de ganar su sexto título de bateo en 1971, Nagashima bajó mucho su habilidad de bateo. El equipo intentó que regresara a sus números como en sus primeros años pero no funcionó. El equipo buscó a Nagashima para que fuera su mánager cuando Tetsuharu Kawakami, que ocupó el puesto por 14 años, se fue, y Nagashima hizo de jugador y mánager en sus últimos años de carrera. En 1974 los Chunichi Dragons ganaron el título nacional, rompiendo la racha de nueve títulos seguidos de los Giants, y Nagashima se retiró el 14 de octubre de ese años ante los Dragons, dando un batazo para doble play en su último turno. Durante el partido le celebraron una ceremonia de retiro.

### Mánager
Nagashima fue nombrado mánager de los Yomiuri Giants inmediatamente después de anunciar su retiro. Nagashima tomó al equipo en noviembre de 1974 y puso sus cambios, con el estilo de bateo de promedio a diferencia de su predecesor Tetsuharu Kawakami, que buscaba bateo de poder. Reclutó al tercera base Davey Johnson de la MLB, que se convirtió en el primer jugador no nacido en Japón en jugar para los Giants. Los cambios no prosperaron en 1975 luego de que los Giants terminaran en último lugar por primera vez en su historia. Al año siguiente continuaron con reclutamiento de jugadores por Nagashima además de cambios en la defensiva, que llevaron al equipo a ganar la Central League y al título nacional en 1976 y 1977.
Los Giants perdieron ante los Yakult Swallows en la final de 1978, y en octubre de ese año quien fuera mánager de los Giants, Shigeru Mizuhara, apareció en el muevo programa de la cadena TV Asahi criticando la dirección del equipo de Nagashima. A finales del año Nagashima y Giants fueron invlucrados en una controversia cuando seleccionaron al lanzador Suguru Egawa. Los Giants terminaron en quinto lugar en 1979, y Nagashima fue despedido a mitad de temporada por una controversia. Las críticas hacia Nagashima aumentaron, y los dueños decidieron despedirlo en 1980 a pesar de la popularidad de Nagashima que provocó un boicot de los aficionados en el periódico del Yomiuri como protesta.
Los Giants ganaron cinco títulos de liga y dos series de campeonato luego de la salida de Nagashima, pero para muchos en Japón la popularidad del deporte iba cayendo, y llamaron a Nagashima para revivir el béisbol en Japón. Varios equipos buscaron a Nagashima para ser su mánager, pero ignoró las llamadas. Nagashima terminó regresando a los Yomiuri Giants en 1992 cuando Tsuneo Watanabe se convirtió en el muevo dueño del equipo (Watanabe tenía cercanía con Nagashima). En el draft de 1992 firmó a Hideki Matsui como primera selección, jugador que terminó siendo la mueva estrella de los Giants durante el segundo período de Nagashima como mánager.
Los Giants ganaron la Central League en 1994, 1996 y 2000, y la Serie de Japón en 1994 y 2000, y dirigió al equipo hasta 2001. En la Serie de 2000 Nagashima enfrentó a quien fuera compañero de equipo Sadaharu Oh, quien dirigía a los Fukuoka Daiei Hawks. En 2002 fue anunciado como mánager de la selección olímpica de Japón. El equipo contaba con jugadores profesionales y venció a China, Taiwán y Corea del Sur para ganar el torneo asiático en noviembre de 2003, pero Nagashima sufrió un infarto en marzo de 2004y no pudo viajar a Atenas 2004. El equipo ganó la medalla de bronce luego de perder en las semifinales ante Australia.
Ganó el People's Honour Award el 5 de mayo de 2013 por sus logros, y por coincidencia, Hideki Matsui ganó el premio en ese año. En 2021 recibió la Orden de la Cultura como el primer beisbolista profesional en recibir la distinción.

## Tras el retiro
Nagashima fue uno de los que transportó la antorcha olímpica en los Juegos Olímpicos de Tokio 2020. El 7 de septiembre de 2022 Nagashima fue hospitalizado por sufrir una hemorragia cerebral.
Nagashima murió en Tokio el 3 de junio de 2025 a los 89 años por neumonía.

## Estadísticas

### Jugador
| Club           | Año          | P    | BB   | BN   | RUN  | Hit  | 2BH | 3BH | HR  | TB   | RBI  | SB  | SBH | Sbp | SF | WAL | IBB | DB | SO  | DP  | BA   | OBP  | SLG  | OPS   |
| -------------- | ------------ | ---- | ---- | ---- | ---- | ---- | --- | --- | --- | ---- | ---- | --- | --- | --- | -- | --- | --- | -- | --- | --- | ---- | ---- | ---- | ----- |
| Yomiuri Giants | 1958         | 130  | 550  | 502  | 89   | 153  | 34  | 8   | 29  | 290  | 92   | 37  | 10  | 1   | 6  | 36  | 15  | 5  | 53  | 3   | .305 | .353 | .578 | .931  |
| Yomiuri Giants | 1959         | 124  | 526  | 449  | 88   | 150  | 32  | 6   | 27  | 275  | 82   | 21  | 6   | 0   | 3  | 70  | 17  | 4  | 40  | 9   | .334 | .426 | .612 | 1.038 |
| Yomiuri Giants | 1960         | 126  | 524  | 452  | 71   | 151  | 222 | 12  | 16  | 245  | 64   | 31  | 12  | 0   | 2  | 70  | 32  | 0  | 28  | 8   | .334 | .422 | .542 | .964  |
| Yomiuri Giants | 1961         | 130  | 543  | 448  | 84   | 158  | 32  | 9   | 28  | 292  | 86   | 14  | 11  | 1   | 5  | 88  | 35  | 1  | 34  | 14  | .353 | .456 | .652 | 1.108 |
| Yomiuri Giants | 1962         | 134  | 584  | 525  | 69   | 151  | 38  | 5   | 25  | 274  | 80   | 18  | 7   | 0   | 3  | 51  | 7   | 5  | 61  | 14  | .288 | .354 | .522 | .876  |
| Yomiuri Giants | 1963         | 134  | 577  | 478  | 99   | 163  | 28  | 6   | 37  | 314  | 112  | 16  | 3   | 0   | 10 | 86  | 18  | 3  | 30  | 14  | .341 | .437 | .657 | 1.094 |
| Yomiuri Giants | 1964         | 133  | 566  | 459  | 81   | 144  | 19  | 6   | 31  | 268  | 90   | 13  | 2   | 0   | 6  | 96  | 15  | 5  | 34  | 8   | .314 | .433 | .584 | 1.017 |
| Yomiuri Giants | 1965         | 131  | 560  | 503  | 70   | 151  | 23  | 5   | 17  | 235  | 80   | 2   | 6   | 0   | 5  | 50  | 12  | 2  | 42  | 16  | .300 | .363 | .467 | .830  |
| Yomiuri Giants | 1966         | 128  | 543  | 474  | 83   | 163  | 31  | 3   | 26  | 278  | 105  | 14  | 7   | 0   | 8  | 58  | 14  | 3  | 39  | 17  | .344 | .413 | .586 | .999  |
| Yomiuri Giants | 1967         | 122  | 515  | 474  | 65   | 134  | 25  | 3   | 19  | 222  | 77   | 2   | 3   | 0   | 3  | 37  | 4   | 1  | 37  | 24  | .283 | .334 | .468 | .802  |
| Yomiuri Giants | 1968         | 131  | 569  | 494  | 80   | 157  | 21  | 4   | 39  | 303  | 125  | 8   | 3   | 1   | 5  | 66  | 12  | 3  | 74  | 19  | .318 | .398 | .613 | 1.011 |
| Yomiuri Giants | 1969         | 126  | 546  | 502  | 71   | 156  | 23  | 2   | 32  | 279  | 115  | 1   | 1   | 0   | 4  | 38  | 1   | 24 | 58  | 15  | .311 | .359 | .556 | .915  |
| Yomiuri Giants | 1970         | 127  | 525  | 476  | 56   | 128  | 22  | 2   | 22  | 220  | 105  | 1   | 2   | 0   | 9  | 40  | 1   | 0  | 52  | 15  | .269 | .320 | .462 | .782  |
| Yomiuri Giants | 1971         | 130  | 547  | 485  | 84   | 155  | 21  | 2   | 34  | 282  | 86   | 4   | 3   | 01  | 1  | 59  | 8   | 2  | 45  | 20  | .320 | .395 | .581 | .976  |
| Yomiuri Giants | 1972         | 125  | 520  | 448  | 64   | 119  | 17  | 0   | 27  | 217  | 92   | 3   | 2   | 0   | 8  | 63  | 11  | 1  | 34  | 23  | .266 | .352 | .484 | .836  |
| Yomiuri Giants | 1973         | 127  | 530  | 483  | 60   | 130  | 14  | 0   | 20  | 204  | 76   | 3   | 2   | 1   | 8  | 37  | 3   | 1  | 35  | 20  | .269 | .318 | .422 | .740  |
| Yomiuri Giants | 1974         | 128  | 476  | 442  | 56   | 108  | 16  | 1   | 15  | 171  | 55   | 2   | 1   | 1   | 4  | 24  | 0   | 5  | 33  | 18  | .244 | .288 | .387 | .675  |
| Yomiuri Giants | Career total | 2186 | 9201 | 8094 | 1270 | 2471 | 418 | 74  | 444 | 4369 | 1522 | 190 | 81  | 5   | 90 | 969 | 205 | 43 | 729 | 257 | .305 | .379 | .540 | .919  |

### Mánager
| Club         | Año   | Pos   | Partidos | G    | E   | P  | WA   | GD     | HR  | BA    | ERA  |
| ------------ | ----- | ----- | -------- | ---- | --- | -- | ---- | ------ | --- | ----- | ---- |
| Tokyo Giants | 1975  | 6th   | 130      | 47   | 76  | 7  | .382 | 27.0   | 117 | .236  | 3.53 |
| Tokyo Giants | 1976  | 1st   | 130      | 76   | 45  | 9  | .628 | (2.0)  | 167 | .280  | 3.58 |
| Tokyo Giants | 1977  | 1st   | 130      | 80   | 46  | 4  | .635 | (15.0) | 181 | .280  | 3.48 |
| Tokyo Giants | 1978  | 2nd   | 130      | 65   | 49  | 16 | .570 | 3.0    | 136 | .270  | 3.61 |
| Tokyo Giants | 1979  | 5th   | 130      | 58   | 62  | 10 | .483 | 10.5   | 154 | .259  | 3.85 |
| Tokyo Giants | 1980  | 2nd   | 130      | 61   | 60  | 9  | .504 | 14.0   | 153 | .243  | 2.95 |
| Tokyo Giants | 1993  | 3rd   | 131      | 64   | 66  | 1  | .492 | 16.0   | 105 | .238  | 3.22 |
| Tokyo Giants | 1994  | 1st   | 130      | 70   | 60  | 0  | .538 | (1.0)  | 122 | .258  | 2.41 |
| Tokyo Giants | 1995  | 3rd   | 131      | 72   | 58  | 1  | .554 | 10.0   | 139 | .2526 | 3.40 |
| Tokyo Giants | 1996  | 1st   | 130      | 77   | 53  | 0  | .592 | (5.0)  | 147 | .253  | 3.47 |
| Tokyo Giants | 1997  | 4th   | 135      | 63   | 72  | 0  | .467 | 20.0   | 150 | .251  | 3.69 |
| Tokyo Giants | 1998  | 3rd   | 135      | 73   | 62  | 0  | .541 | 6.0    | 148 | .267  | 3.74 |
| Tokyo Giants | 1999  | 2nd   | 135      | 75   | 60  | 0  | .556 | 6.0    | 182 | .265  | 3.84 |
| Tokyo Giants | 2000  | 1st   | 135      | 78   | 57  | 0  | .578 | (8.0)  | 203 | .263  | 3.34 |
| Tokyo Giants | 2001  | 2nd   | 140      | 75   | 63  | 2  | .543 | 3.0    | 196 | .271  | 4.45 |
| Total        | Total | Total | 1982     | 1034 | 889 | 59 | .538 |        |     |       |      |